# Knockholt
Knockholt är en ort och civil parish i grevskapet Kent i sydöstra England. Orten ligger i distriktet Sevenoaks, cirka 7 kilometer nordväst om Sevenoaks och cirka 8 kilometer söder om Orpington. Civil parishen hade 1 233 invånare vid folkräkningen år 2021.
I civil parishen ligger även orten Knockholt Pound.